# Regina Harris Baiocchi
Pour les articles homonymes, voir Baiocchi.
Regina A. Harris Baiocchi, née le 16 juillet 1956 à Chicago, est une compositrice, professeure de musique, nouvelliste et poétesse américaine.

## Biographie
Ses parents sont Elgie Harris Jr. et Lanzie Mozelle Belmont Harris. Troisième d'une fratrie de huit enfants, elle baigne dans un milieu artistique. Elle apprend la guitare dès neuf ans et compose dès dix ans. Étudiant la musique au lycée et à l'église dans des programmes dédiés, elle est diplômée de l'université Roosevelt, d'un bachelor (licence) de musique en 1978. Elle poursuit ses études à l'Institut de technologie de l'Illinois, de l'université du Nord-Ouest. Elle est diplômée de l'université de New York en relations publiques en 1991, et de l'université DePaul en 1995 .
Le 12 juillet 1975, elle épouse Gregory Baiocchi. Elle compose de la musique, écrit nouvelles et poèmes, et enseigne au lycée. De 1986 à 1989, elle est analyste du contrôle de la qualité audio pour la société Telaction. De 1989 à 1994, elle est directrice des relations publiques pour l'Union catholique théologique à Chicago. À partir de 2000, elle est chargée de cours à l'université East-West.

## Honneurs et distinctions
- Poets and Patrons Award for Poetry pour Teeter Totter, and Ghetto Child, années 1980
- McDonald’s Literary Achievement Award, pour Mama’s Will, 1988 *Illinois Arts Council grant, 1995
- Chicago Music Association award, 1995
- Art Institute of Chicago grant pour Gbeldahoven: No One’s Child, 1997
- National Endowment for the Arts Regional Artists Program grant pourAfrican Hands, 1997[3]

## Œuvres
Parmi les compositions de Regina Harris Baiocchi, on compte,, en musique instrumentale : 
- African Hands concerto tambour à main et orchestre, 1997
- After the Rain pour saxophone soprano, piano, basse, percussion, et batterie, 1994
- Autumn Night pour flute alto, 1991
- Azuretta pour piano, 2000
- Chassé pour clarinette et piano, 1978
- Communion pour marimba, cordes et piano, 1999
- Deborah pour percussion et piano, 1994
- Déjà Vu, pour piano 1999
- Doxology pour orgue, 2011–12
- Equipoise by Intersection: Two Piano Etudes, 1979/1995
- Feathers, Bowties pour clarinette, percussion, violoncelle, et piano, 2009
- Gullah Ghost Dances pour  violoncelle, percussion, et piano, 2015
- HB4A pour piano, basse, batterie, et saxophone, 2000
- Karibu pour clarinette, 2007
- Legacy pour piano, 1992
- Liszten, My Husband is Not a Hat pour piano, 1994/2009
- Miles Per Hour pour trompette 1990
- Muse pour orchestre, 1997
- Orchestral Suite, 1992
- QFX pour quintet, 1993
- Realizations pour quatuor à cordes, 1979
- Sketches pour piano, 1992
- Skins pour percussion, 1997

En musique vocale, ses œuvres sont :
- Ask Him pour chant, piano, basse et batterie, 1999
- B’Shuv Adonai pour chant, violon, piano, et percussion, 1998
- Belize pour chant, saxophone, et instruments de jazz, 2001
- Best Friends pour duo de chant et piano, 1993
- Black Voices : rap, voix medium, piano, et baterie, 1992
- Bwana’s Libation : danse africaine, voix medium, basse et percussion, 1992
- Crystal Stair pour duo de chant et piano, 1992
- Cycles pour duo de chant et piano 1992
- Dream Weaver pour chant, saxophone alto, piano, basse et batterie, 1997